# El último adiós
El último adiós est une chanson écrite par le chanteur Gian Marco et Emilio Estefan cadet, en mémoire des attaques du 11 septembre 2001. Plus de 60 artistes différents se sont joints pour chanter le texte et se procurer de l'argent pour la charité et aider les familles des victimes. La chanson est sortie dans un CD spécial et elle a été vendue dans le monde entier. Dans les quatre premières minutes de la chanson, vous pouvez entendre beaucoup de genres musicaux. Les stars internationales qui ont collaboré avec Gian Marco inclus : Ricky Martin, Shakira, Christina Aguilera, Thalia, Chayanne, Alejandro Sanz, Ivete Sangalo, Marc Anthony, Juan Luis Guerra et Gloria Estefan et beaucoup d'autres artistes.

## Liste des pistes
- Single

1. El Ultimo Adiós (Varios Artistas Version) 3:58

- EP

1. El Ultimo Adiós (Varios Artistas Version) 3:58
2. The Last Goodbye (Jon Secada Version) 3:58
3. El Ultimo Adiós (Arturo Sandoval Instrumental Version) 3:58
4. El Ultimo Adiós (Gian Marco Version) 3:58

## Classement par pays
| Classement (2011)                     | Meilleure position |
| ------------------------------------- | ------------------ |
| États-Unis Billboard 200              | 197                |
| États-Unis Billboard Latin Albums     | 3                  |
| États-Unis Billboard Latin Pop Albums | 2                  |